# Église de Tervola
L’église de Tervola (finnois : Tervolan kirkko) est une église luthérienne située au bord du  fleuve Kemijoki à Tervola en Finlande,.

## Description
L'église en briques rouges est conçue par Ludvig Isak Lindqvist et construite de 1861 à 1864. 
L'église peut accueillir 1 200 personnes. 
En 1950, on décide de ne plus utiliser l'église à cause de ses coûts de chauffage trop élevés.
En 1972, il est décidé de la démolir.
La démolition ne sera pas réalisée et en 1978 l'édifice est repeint.
À la fin des années 1990, on restaure le toit et le soubassement en pierre et on repeint l’église avec l'aide du Museovirasto.